# Saint-Mard, Seine-et-Marne
Saint-Mard là một xã ở tỉnh Seine-et-Marne, thuộc vùng Île-de-France ở miền bắc nước Pháp.

## Dân số
Người dân ở Saint-Mard được gọi là Mardochiens.
Điều tra dân số năm 1999, xã này có dân số là 3.445.